# Крузета
Крузета (порт. Cruzeta) — муниципалитет в Бразилии, входит в штат Риу-Гранди-ду-Норти. Составная часть мезорегиона Центр штата Риу-Гранди-ду-Норти. Входит в экономико-статистический микрорегион Серидо-Ориентал. Население составляет 8333 человека на 2006 год. Занимает площадь 295,829 км². Плотность населения — 28,2 чел./км².
Праздник города — 25 ноября.

## История
Город основан 24 октября 1920 года.

## Статистика
- Валовой внутренний продукт на 2006 год составляет 23 384 000,00 реалов (данные: Бразильский институт географии и статистики).
- Валовой внутренний продукт на душу населения на 2006 год составляет 2826,00 реалов (данные: Бразильский институт географии и статистики).
- Индекс развития человеческого потенциала на 2000 год составляет 0,713 (данные: Программа развития ООН).